# Бояно
Бояно (итал. Bojano) —  коммуна в Италии, располагается в регионе Молизе, в провинции Кампобассо.
Население составляет 8856 человек (2008 г.), плотность населения составляет 169 чел./км². Занимает площадь 49 км². Почтовый индекс — 86021. Телефонный код — 0874.
Покровителем коммуны почитается святой апостол Варфоломей, празднование 25 августа.

## История
Бояно, согласно «ЭСБЕ»: «резиденция суффрагана беневентского епископа, имеет кафедральный собор и семинарию».
Со времён императора Августа этот населённый пункт был римской колонией, заселённой ветеранами.
В IX веке был практически обращён в пепел сарацинами.
На протяжении своей истории город многократно страдал от сильных землетрясений.

## Демография
Динамика населения:

## Администрация коммуны
- Официальный сайт: http://www.comune.bojano.cb.it/